# Hymenodictyon perrieri
Hymenodictyon perrieri là một loài thực vật có hoa trong họ Thiến thảo. Loài này được Drake mô tả khoa học đầu tiên năm 1898.